# 揚·彼得羅夫斯基
揚·伊戈列維奇·彼得羅夫斯基（羅馬化：Yan Igorevich Petrovsky；1987年1月2日—），呼號為斯拉夫（Славян），俄羅斯極右翼民族主義者、新納粹主義者和軍事組織領導人。
揚·彼得羅夫斯基被任命為俄羅斯軍事組織魯西奇小組齊馬爾格爾支隊的指揮官，該支隊是「為在烏克蘭境內執行作戰和偵察任務而組建的特種部隊之一」。據美國財政部稱，2022年魯西奇小組頭目阿列克謝·米爾恰科夫在哈爾科夫附近受傷後，彼得羅夫斯基接任該小組的指揮官。

## 生平
彼得羅夫斯基1987年於伊爾庫次克州伊爾庫次克。他和母親一起搬到了聖彼得堡。他從少就喜歡歷史，參與過中世紀戰役的模擬。他原本打算在俄羅斯學習建築或平面設計，但2004年，他的母親與挪威人結婚，彼得羅夫斯基隨她離開俄羅斯，到奧斯陸學習平面計。
彼得羅夫斯基在大學畢業後開始在「真金屬紋身」（True Metal Tattoo）紋身店工作，這是一家以經常聚集東歐新納粹分子而聞名的機構。彼得羅夫斯基以極右翼組織奧丁戰士的成員身份在滕斯貝格街道上巡邏，並參與新納粹組織北歐抵抗運動。2010年，挪威警方曾對該地進行突擊搜查。彼得羅夫斯基和他的同夥被拘留。在該地客廳進行搜查時，發現了偽造的文件和武器。警方發現，該武器屬於俄羅斯激進民族主義者維亞切斯拉夫·達齊克（Вячесла́в Да́цик）。
彼得羅夫斯基身上紋有斯拉夫本土教和民族主義象徵符號：黑太陽、死亡戰士之結和各種符文。其在2015年接受新俄羅斯電視台採訪時，他說來到烏克蘭是為了對抗「可薩汗國」，這是國際猶太人陰謀論的代名詞。
彼得羅夫斯基和阿列克謝·米爾恰科夫和在俄羅斯極右組織俄羅斯帝國運動軍事團體俄羅斯帝國軍團的準軍事訓練計劃中相識。兩者在2014年共同創立了軍事團體「魯西奇小組」。

## 事蹟
2014年，彼得羅夫斯基前往頓巴斯，與烏克蘭武裝部隊作戰。在此期間，互聯網上出現了彼得羅夫斯基與燃燒中的烏軍屍體旁擺姿勢拍照的照片。2015年夏天，魯西奇小組宣布離開頓巴斯。魯西奇退出戰鬥的說法之一是與盧甘斯克人民共和國領導人伊戈爾·普羅特尼茨基發生衝突。
《挪威廣播公司》報導指彼得羅夫斯基以極右翼組織成員的身份參與了俄羅斯在敘利亞內戰的軍事介入，站在敘利亞總統巴沙爾·阿薩德一邊。
2016年，揚·彼得羅夫斯基因在國外停留時間過長而被剝奪挪威居留許可，並因違反移民法被捕，後被驅逐出境。挪威當局稱彼得羅夫斯基對該國「安全構成威脅」。彼得羅夫斯基在北歐抵抗運動主要成員羅尼·巴爾德森的家中被捕。
網上媒體《Fontanka.ru》報導指，2022年6月，彼得羅夫斯基出現在退伍軍人阿列克謝·波扎羅夫的葬禮上。在那裡，他宣布魯西奇小組參與俄羅斯入侵烏克蘭。

### 被捕
2023年7月20日，彼得羅夫斯基在赫爾辛基被芬蘭警方逮捕。烏克蘭請求引渡彼得羅夫斯基。俄羅斯駐赫爾辛基大使館告訴《俄新社》，它已獲悉彼得羅夫斯基因「應基輔的要求，一名俄羅斯國民在芬蘭被拘留」，其正在「提供領事協助」。隨後，魯西奇小組在其Telegram頻道上宣布，該小組將暫停「任何戰鬥任務」，直到「斯拉夫」（彼得羅夫斯基）被引渡到俄羅斯。
芬蘭地方法院通報稱，彼得羅夫斯基以化名「沃斯拉夫·托登」（Voislav Torden）與其妻子和三個孩子於2023年7月19日通過瓦利馬過境芬蘭。據彼得羅夫斯基的律師稱，他的目的是讓他的孩子「接受北歐教育」，而他的妻子已經獲得了在芬蘭一所大學學習的機會。彼得羅夫斯基還於2022年以此假身份持旅遊簽證訪問芬蘭，希望在他們定居芬蘭之前探望在法國的家人，而彼得羅夫斯基於2023年7月20日在赫爾辛基機場起飛去法國前被拘留。據彼得羅夫斯基的法律顧問稱，他只參與烏克蘭的「政治活動」，但芬蘭媒體提到彼得羅夫斯基在俄羅斯接受的多次採訪，多次描述了他的軍事活動。
2023年12月8日，《赫爾辛基日報》報導指芬蘭法院沒有找到進一步拘留彼得羅夫斯基的任何理由，並決定立即釋放他。芬蘭法院拒絕將彼得羅夫斯基引渡到烏克蘭的原因是歐洲人權法院認為烏克蘭監獄的拘留條件違反了《歐洲人權公約》第3條，其認為烏克蘭監獄系統過度擁擠。根據芬蘭法院的說法，如果揚·彼得羅夫斯基被引渡到烏克蘭，他的尊嚴可能會受到侮辱。
其後，芬蘭副總檢察長決定啟動初步調查，以確定彼得羅夫斯基是否在烏克蘭犯下戰爭罪。12月11日，赫爾辛基地方法院延長彼得羅夫斯基的拘留期限。

## 制裁
2022年，魯西奇小組及其指揮官米爾恰科夫和彼得羅夫斯基因在哈爾科夫州戰鬥中「特別殘忍」而被列入美國制裁名單。
彼得羅夫斯基也被列入歐盟、瑞士、澳大利亞、日本、烏克蘭和紐西蘭的制裁名單